# Download
Původně anglický výraz download [daunloud] (stahování) je v počítačových sítích pojem pro příjem dat ze vzdáleného serveru, jako je webový server, FTP server, e-mailový server, nebo jiné podobné systémy. Opačným procesem je uploading (nahrávání), při kterém jsou data odeslána na vzdálený server.
Označení download může v určitém kontextu znamenat, že je soubor nabízen ke stažení, nebo že již byl stažen, nebo že běží proces přijímání takového souboru.
Download či Downloads (česky Stažené soubory) je také obvyklý název výchozí systémové složky pro ukládání souborů stažených z internetu.

## Definice

Stahování dat probíhá ve směru ke koncovému uživateli, upstream od poskytovatele

Download je obecné označení příchozího datového toku. V užším slova smyslu může být ale někdy chápán jako přenos celých souborů k místnímu uložení a pozdějšímu použití. Tím se liší od streamingu, kde jsou data využitelná téměř okamžitě, zatímco jejich přenos stále probíhá, a tyto nebývají trvale ukládány. Zvyšuje se počet webů, které nabízejí streamování médií nebo média média zobrazují pomocí prohlížeče, jako je například YouTube, a které omezují možnosti uživatelů ukládat tyto materiály do svých počítačů poté, kdy byly přijaty.

## Rychlost
Rychlost se obvykle udává v b/s nebo v B/s a násobných jednotkách. Maximální rychlost downloadu je jedním z hlavních parametrů internetového připojení (od kterých se odvíjí cena služby) a poskytovatelé ji obvykle uvádějí v Mb/s. Pokud je tedy u připojení uvedeno např. 20/5, znamená to, že max. rychlost stahování je 20 Mb/s a nahrávání 5 Mb/s. Maximální rychlost stahování a odesílání bývá často odlišná (tzv. asymetrické připojení), upload bývá obvykle i několikanásobně pomalejší.

## Autorská práva
Stahování obsahu chráněného autorskými právy bez příslušnými oprávněními může představovat porušení autorských práv.